# Joubert Guerra
Joubert Guerra (Diamantina, 17 de abril de 1899 - 1977) foi um político brasileiro do estado de Minas Gerais.

## Biografia
Formou-se em Química Industrial pela Escola Livre de Engenharia de Minas Gerais em 1924. De 1924 a 1926, lecionou Química e Física no Ginásio Mineiro e trabalhou na Secretaria das Finanças do Estado. Foi prefeito nomeado de Diamantina (1936-1940), chefe de gabinete e secretário de Juscelino Kubitschek, quando prefeito de Belo Horizonte (1940-1946).
Foi deputado estadual em Minas Gerais pelo PSD de 1947 a 1951.